# کاله تایمی
کاله تایمی (فنلاندی: Kalle Taimi؛ زادهٔ ۲۷ ژانویهٔ ۱۹۹۲) بازیکن فوتبال اهل فنلاند است.
از باشگاه‌هایی که در آن بازی کرده‌است می‌توان به باشگاه فوتبال سینایوئن یالکاپالوکرهو اشاره کرد.
وی همچنین در تیم ملی فوتبال فنلاند بازی کرده‌است.